# 標記 (線性代數)
在數學中，特別是在線性代數中，標記（flag）又譯作旗，是指有限維向量空間V的子空間的遞增序列，且每個元素都是下一個元素的子空間（參見濾套代數）：
{\displaystyle \{0\}=V_{0}\subset V_{1}\subset V_{2}\subset \cdots \subset V_{k}=V.}
若計為dim Vi = di則有
{\displaystyle 0=d_{0}<d_{1}<d_{2}<\cdots <d_{k}=n,}
其中n是V的向量空间的维数（假設是有限維的），且滿足k ≤ n。若對所有的i滿足di = i則稱為完全標記，其餘則為部分標記。